# انقلاب بزرگ عربی
انقلاب بزرگ عربی به رهبری شریف حسین بن علی و همزمان با انقلاب مصر و به کمک نظامیان صورت گرفت، در نتیجه حجاز و فلسطین از دست عثمانیها خارج شدند.